# Oliverio Najmias
Oliverio Najmias es un arquitecto argentino, graduado de la FADU-UBA en el año 2000.
Su actividad se ha dividido entre su actuación profesional desde el estudio Najmias Oficina de Arquitectura [NOA] que crea en 2007 y la actividad académica. 
El fundador ha dictado clases en el departamento de postgrado de la Universidad Torcuato Di Tella; y desde 1998 es docente de la UBA; a partir de 2019 es Profesor Adjunto (int) en Arquitectura IV en la cátedra de diseño arquitectónico LCJ y desde 2020 también es Profesor Adjunto (int) en la cátedra Taller Maldonado, ambos cargos en la Facultad de Arquitectura, Diseño y Urbanismo de la Universidad de Buenos Aires. En 2018 la Universidad de Buenos Aires lo distingue con dos Menciones al Mérito Académico.
En 2002, presenta una de las 520 propuestas enviadas desde 49 países al concurso DBEW Competition (Design Beyond East & West) organizado en Corea por Hanssem en el cual obtiene la Medalla de Plata en un fallo jurado por los arquitectos Arata Isozaki (Japón), Li Chung Pei (EE. UU.), Alessandro Mendini (Italia), Seok-Chul Kim (Corea) y Yung Ho Chang (China).
Al año siguiente el estudio se presenta asociado a Luis Etchegorry al concurso para la nueva estación terminal de ómnibus y trenes en la Ciudad de La Plata; si bien el resultado no les es favorable son convocados a participar en el Mob_Lab en el marco de la 1.ª Bienal de Arquitectura de Róterdam (hoy IABR) organizada por Francine Houben en los Países Bajos.
En 2007 el Centro Cultural de España en Buenos Aires (CCEBA) organiza la muestra hexArquitectura en la que se intentaba construir un relato no lineal sobre el estado del arte de la  disciplina en Argentina de la que NOA es uno de los estudios participantes. La muestra que fue curada por Florencia Rodríguez, luego fue montada en Vitoria, España.
Asociado al estudio Grinberg-Dwek-Iglesias participa del concurso para el Ministerio de Ciencia, Tecnología e Innovación (Argentina) en donde obtienen un premio; la reforma del Colegio Wolfsohn en Belgrano y el Club Atlético Sefaradí Argentino (Club CASA), obra con la que obtienen el Premio Arq en 2011 y son Finalistas del Premio Bicentenario SCA-CPAU. 
En 2010 Oliverio Najmias es invitado como Jurado para el DesBaker Competition en Johannesburgo, Sudáfrica y en 2011 el estudio que dirige obtiene el premio Highly Commended Award for Architecture Single Residence Argentina  organizado por el Americas Property Awards.
Tiene una fascinación por los procesos sustentables y desde su oficina [NOA] apunta a generar innovadoras soluciones urbanas y arquitectónicas. Entre la larga lista de proyectos de distintas escalas destacan: el Concurso para el Masterplan de la Playa de Maniobras Colegiales (2017) en el que no solo obtiene el Primer Premio sino que además el proyecto es galardonado como Obra Distinguida Paisaje y Ciudad en la BIA-AR (2018) y Primer Premio en la 4.ª. Bienal de Diseño 4BDSÑ (2019); el Masterplan para el Country Miraflores que es distinguido con el Tercer Premio en esa misma esa 4.ª. Bienal de Diseño 4BDSÑ (2019); de escala más pequeña el Loft34 y el Hotel Tribal que trabajaba sobre la hipótesis de poder relocalizarse y escapar de las emergencias naturales.
Con este mismo interés años más tarde cofunda ONE-Change, Ofiice for Natural Emergencies, un equipo multidisciplinario especializado en la planificación sostenible para la gestión de emergencias naturales que afectan al hábitat del ser humano lo que les valió ser seleccionados para el programa Start-Up Chile en el año 2010.

## Premios
- 2019 
  - 1.er Premio Cat. Proyecto Urbano, 4BDSÑ [Masterplan Playa Ferroviaria Colegiales] Bienal de Diseño, FADU-UBA
  - 3.er Premio Cat. Proyecto Urbano, 4BDSÑ [Masterplan Miraflores] Bienal de Diseño, FADU-UBA
- 2018
  - Obra Distinguida Paisaje y Ciudad, BIA-AR 2018 [Masterplan Playa Ferroviaria Colegiales] Bienal Internacional de Arquitectura de Argentina, FADEA
  - Mención al Mérito Académico, Universidad de Buenos Aires por el proyecto Masteplan Playa Ferroviaria Colegiales
  - Mención al Mérito Académico, Universidad de Buenos Aires por el proyecto Parque de la Ciudad
- 2017
  - 1.er Premio Concurso Nacional Playa Ferroviaria Colegiales S.C.A.
  - 2.º Premio Concurso Nacional Vinculante Parque de la Ciudad S.C.A.
- 2011
  - Americas Property Awards, Highly Commended Award for Architecture Single Residence Argentina [Loft34] International Property Awards
  - 3.er Premio ARQ [Club Atlético Sefaradí Argentino] ARQ [Clarín]
- 2010 
  - Finalista Premio Bicentenario CPAU-SCA [Club Atlético Sefaradí Argentino] CPAU [Consejo Profesional de Arquitectura y Urbanismo]
- 2009 
  - Mención Honorífica Concurso Parque Reserva Natural Isla 132 Colegio de Arquitectos de Neuquén
- 2007
  - 4.º. Premio Concurso Nacional Polo Científico ex Bodegas Giol [CONICET & SECYT] FADU – UBA [Facultad de Arquitectura, Diseño y Urbanismo, Universidad de Buenos Aires]